# Drew Kibler
Andrew „Drew“ Patrick Kibler (* 9. März 2000 in Indianapolis) ist ein Schwimmer aus den Vereinigten Staaten. Er gewann bei Olympischen Spielen eine Silbermedaille. Bei Weltmeisterschaften erschwamm er bis 2024 je einmal Gold, Silber und Bronze auf der 50-Meter-Bahn. Auf der 25-Meter-Bahn waren es einmal Gold und einmal Bronze.

## Sportliche Karriere
Drew Kibler schloss 2022 sein Psychologie-Studium an der University of Texas at Austin ab. Danach trainierte er ein Jahr im Carmel Swim Club in Indiana, bevor er sich der Trainingsgruppen von Bob Bowman an der University of Arizona anschloss.

### Die Jahre bis zur ersten Olympiateilnahme 2021
Kibler nahm im Alter von 16 Jahren erstmals an den Trials für das Olympiateam der Vereinigten Staaten teil. 2017 wurde er bei den Juniorenweltmeisterschaften Vierter über 100 Meter Rücken. Für seinen Vorlaufeinsatz in der 4-mal-200-Meter-Freistilstaffel erhielt er eine Silbermedaille. 2018 gewann er bei den Panpazifischen Juniorenmeisterschaften fünf Goldmedaillen: Über 100 Meter und 200 Meter Freistil sowie mit allen drei Staffeln.
2019 bei den Panamerikanischen Spielen in Lima siegte die brasilianische 4-mal-100-Meter-Freistilstaffel vor Michael Chadwick, Drew Kibler, Grant House und Nathan Adrian. Über 200 Meter Freistil wurde Kibler Dritter hinter den Brasilianern Fernando Scheffer und Breno Correia. Auch die 4-mal-200-Meter-Freistilstaffel mit Kibler, House, Samuel Pomajevich und Christopher Wieser wurde Zweite hinter den Brasilianern.
Bei den wegen der COVID-19-Pandemie erst 2021 ausgetragenen Olympischen Spielen in Tokio schwamm die 4-mal-200-Meter-Freistilstaffel mit Drew Kibler, Andrew Seliskar, Patrick Callan und Blake Pieroni die fünftschnellste Vorlaufzeit. Im Finale wurden Kieran Smith, Drew Kibler, Zach Apple und Townley Haas Vierte mit 0,59 Sekunden Rückstand auf die drittplatzierten Australier.

### Die Jahre bis zur zweiten Olympiateilnahme 2024
2022 bei den Weltmeisterschaften in Budapest schlug Kibler als Vierter über 200 Meter Freistil an, 0,03 Sekunden nach dem drittplatzierten Briten Tom Dean. In der 4-mal-200-Meter-Freistilstaffel waren Carson Foster, Trey Freeman, Coby Carrozza und Trenton Julian im Vorlauf zweieinhalb Sekunden schneller als die zweitbeste Staffel. Im Finale schwammen Drew Kibler, Carson Foster, Trenton Julian und Kieran Smith noch einmal vier Sekunden schneller als die Vorlaufstaffel und gewannen mit über drei Sekunden Vorsprung vor den Australiern. In der 4-mal-100-Meter-Mixed-Freistilstaffel wurde Drew Kibler nur im Vorlauf eingesetzt, im Endlauf wurden Ryan Held, Brooks Curry, Torri Huske und Claire Curzan Dritte. Neben Kibler erhielten auch Erika Brown und Kate Douglass eine Medaille für ihren Einsatz im Vorlauf.
Ende 2022 bei den Kurzbahnweltmeisterschaften in Melbourne wurden Drew Kibler, Shaine Casas, Carson Foster und Kieran Smith Dritte in der 4-mal-100-Meter-Freistilstaffel, im Vorlauf waren David Curtiss und Trenton Julian dabei. Die 4-mal-200-Meter-Freisstilstaffel mit Trenton Julian, Jake Magahey, Jake Foster und Drew Kibler schwamm die schnellste Vorlaufzeit. Im Finale siegten Kieran Smith, Carson Foster, Trenton Julian und Drew Kibler. Über 200 Meter Freistil belegte Kibler den vierten Platz mit 0,58 Sekunden Rückstand auf den drittplatzierten Tom Dean.
Bei den Weltmeisterschaften 2023 in Fukuoka schwamm die 4-mal-200-Meter-Freistilstaffel mit Jake Mitchell, Henry McFadden, Baylor Nelson und Drew Kibler die zweitbeste Vorlaufzeit. Im Finale waren Luke Hobson, Carson Foster, Jake Mitchell und Kieran Smith sechs Sekunden schneller als die Vorlaufstaffel und belegten den zweiten Platz hinter den Briten. Alle sieben Beteiligten des US-Teams erhielten eine Silbermedaille.
Bei den US-Olympiaausscheidungen 2024 qualifizierte sich Drew Kibler als Dritter über 200 Meter Freistil für die Staffelteilnahme. In Paris bei den Olympischen Spielen 2024 erreichte die 4-mal-200-Meter-Freistilstaffel mit Drew Kibler, Brooks Curry, Blake Pieroni und Chris Guiliano das Finale mit der zweitschnellsten Vorlaufzeit. Im Endlauf waren Luke Hobson, Carson Foster, Drew Kibler und Kieran Smith fast fünf Sekunden schneller als die Vorlaufstaffel und schlugen als Zweite nach den Briten an.